# سون سين
سون سين (بالخميرية: សុន សេន) هو عسكري وسياسي كمبودي، ولد في 12 يونيو 1930 في محافظة تشا فينه في فيتنام، درس في احدي جامعات فرنسا بين عامي 1950 و 1956 وتوفي في 10 يونيو 1997 في كمبوديا. من امر بول بوت باعدامة و عائله مع 13 اخرين  حزبياً، نشط في الحزب الشيوعي لكمبوتشيا وParty of Democratic Kampuchea ‏ وCambodian National Unity Party ‏و تشغل مناصب مثل زوير الدفاع الكمبودية 1976 و 1979 قادة الجيش التحرير الشعبي الكمبوتشيا اسمة سابقا على الجيش الثوري كمبوتشيا و زوير التعليم و الثقافية و نائب رئيس وزراء و رئيس شرطة سرية و المسؤول المباشر سجن S21 